# Academy Plastic Model
Academy Plastic Model Co., Ltd. (hangŭl:아카데미과학주식회사) è un'azienda coreana di modellismo statico e dinamico, giocattoli e chimica. Ha sede a Uijeongbu-Si, Gyeonggi-do. Viene fondata il 1º settembre 1969. Ha tre sedi principali: Seul, Gelsenkirchen in Germania e Rosario (Cavite) nelle Filippine. Fornisce più di 500 prodotti in 60 paesi diversi. Dal 1989 ha vinto diverse volte il premio Modell des Jahres per l'alta qualità dei suoi modelli.

## Prodotti

### Velivoli
Academy produce in scala 1:72 e 1:48.

### Military Miniatures scala 1/35
La serie più vecchia della Academy è la "Military Miniatures" in scala 1:35. I modelli si basano sui veicoli della seconda guerra mondiale.

### Modelli RC di camion e rimorchi in scala 1/14
Academy produce modelli dinamici radiocontrollati di camion e rimorchi in scala 1/14, con telaio in ABS al posto del metallo come leghe di alluminio.
Marchio Carisma
- GT14 (electric 4wd Car)
- M14 (electric 2wd Car)
- R14 (electric 4wd Car)

### Carri armati RC in scala 1/25
- Leopard A4
- Flakpanzer Gepard

### Auto RC
In scala 1/10:
- SB-Sport (4wd electric buggy-launched back)
- SB-V2 (4wd electric buggy)
- SB-V2 Pro (4wd competition electric buggy)
- Wyvern (4wd electric buggy, entry level-launched back)
- Griffin (2wd electric buggy, entry level-launched back)
- STR-4 beta (touring car-launched back)
- STR-4 pro 2 (4wd electric touring car, high level)
- GV2 (2wd electric buggy, high level)
- GV2-T (2wd electric trugy, high level)
- GV2 RTR (2wd electric buggy, entry level)
- STR-4 Pro 2 (4wd electric touring, High level)
- SP3-XT (2wd electric touring, High level)
- RT4 GP (4wd GP truck, entry level)
- velox XT (4wd GP touring, entry level)
- velox XB (4WD GP Buggy, entry level)
- velox xt pro (4wd GP touring, high level)
- RT4 GP pro (4wd GP truck, high level)
- SB-V3 (4wd competition electric buggy)

and various other rather toy grade vehicles.

### Track racing cars
- Mini 4WD

### Airsoft
Academy produce armi per Airsoft con palle di 6 mm di plastica.
- Nel 1992 produce il "clone" AEG, o automatic electric gun, basandosi sul Marui Famas, creano l'Academy L85.
- XM177 è basato sulla MP5
- M16A1 (VN style)
- M4
- Uzi
- M16
- S&W M29